# Белінц
Белінц (рум. Belinț) — село у повіті Тіміш в Румунії. Входить до складу комуни Белінц.
Село розташоване на відстані 370 км на північний захід від Бухареста, 41 км на схід від Тімішоари.

## Населення
За даними перепису населення 2002 року у селі проживали 1638 осіб.
Національний склад населення села:
| Національність | Кількість осіб | Відсоток |
| -------------- | -------------- | -------- |
| румуни         | 1619           | 98,8%    |
| угорці         | 7              | 0,4%     |
| німці          | 7              | 0,4%     |

Рідною мовою назвали:
| Мова      | Кількість осіб | Відсоток |
| --------- | -------------- | -------- |
| румунська | 1622           | 99,0%    |
| угорська  | 6              | 0,4%     |
| німецька  | 6              | 0,4%     |